# El celo
El celo es una película española de drama y terror de 1999 dirigida por Antonio Aloy e interpretada por Sadie Frost, Lauren Bacall y Harvey Keitel.
La acción transcurre a mediados del siglo XIX y narra cómo tras la muerte de su padre, una joven británica es contratada para trabajar como institutriz de dos niños huérfanos, Miles, de 11 años, y Flora, de 7, en una bella y lejana isla. El tío y tutor le pide que asuma toda la responsabilidad, pero que nunca lo moleste con los problemas concernientes a los niños. A los pocos días de su llegada, se siente maravillada con los niños y con la belleza del lugar. Pero pronto se encuentra con otros habitantes de la casa, tanto vivos como muertos. A través de Mado Remei, el ama de llaves, descubrirá que el ayudante de cámara, Fosc, y la antigua institutriz, Miss Jessel, ambos muertos en extrañas circunstancias, mantenían una malsana relación con los niños. Con el paso del tiempo la institutriz empieza a creer que los niños están siendo poseídos por el espíritu de los muertos que han regresado de la tumba para llevarlos a la destrucción. Es entonces cuando emprende una solitaria batalla contra los fantasmas para salvar la inocencia de los niños y liberarles del mal, creándose una situación cada vez más angustiosa.